# Kottehätta
Kottehätta (Mycena strobilicola) är en svampart som beskrevs av J. Favre & Kühner 1938. Mycena strobilicola ingår i släktet Mycena och familjen Mycenaceae.   Inga underarter finns listade i Catalogue of Life.
I den svenska databasen Dyntaxa används istället namnet Mycena plumipes för samma taxon.  Arten är reproducerande i Sverige.

## Källor

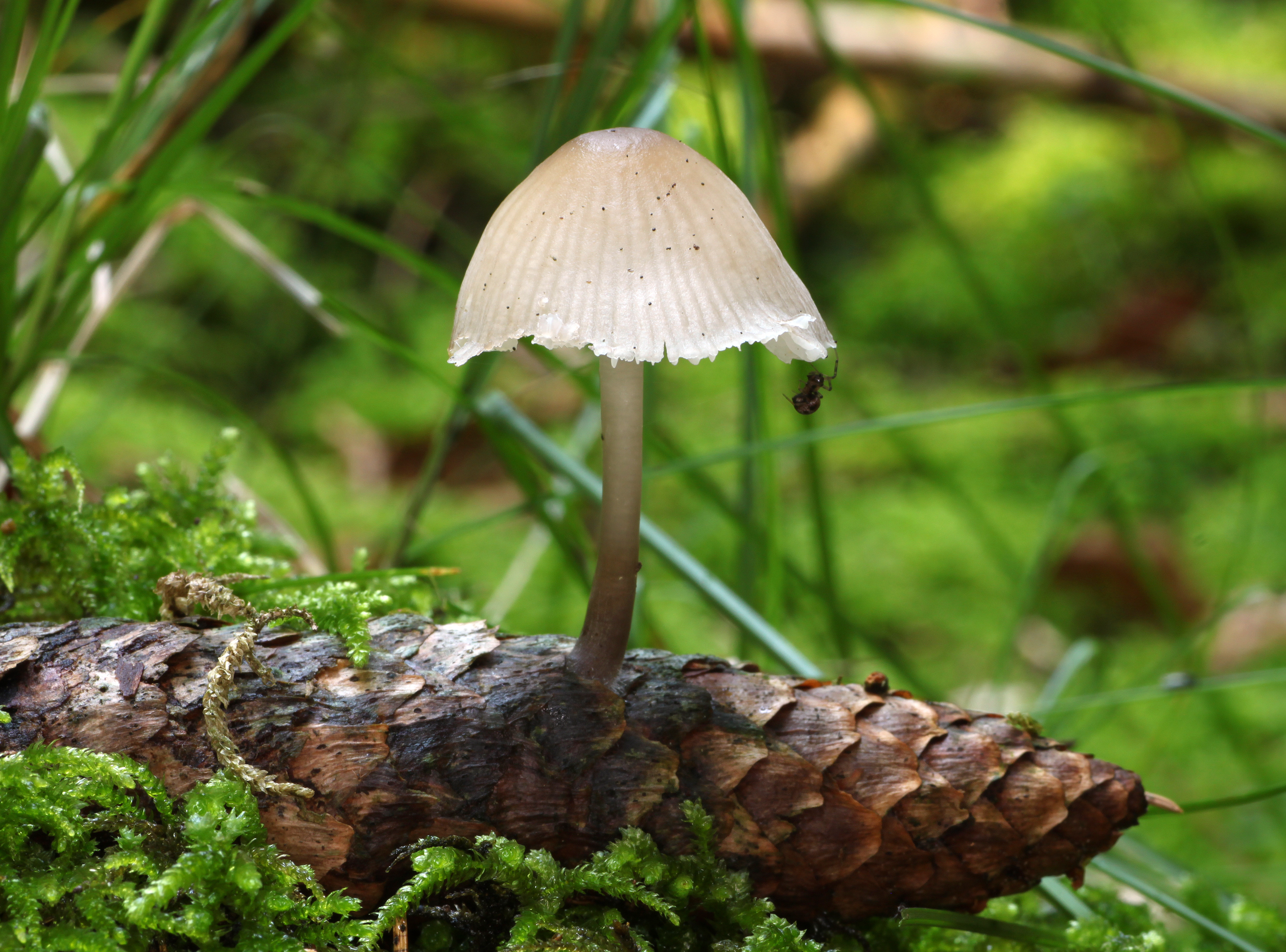